# 麦克拉弗蒂重排反应
McLafferty重排反应（McLafferty rearrangement），又称McLafferty反应、麦氏反应，由美国化学家 Fred McLafferty 在1959年报道。
质谱分析中的一种重排裂解反应。即具有γ-氢的侧链苯、烯烃、环氧化合物、醛、酮等化合物经六元环过渡态，使γ-氢转移至带有正电荷的原子上，同时在α,β原子间发生裂解。反应可以是自由基或离子机理。